# Zeon
Zeon Corporation (日本ゼオン株式会社 Nippon Zeon Kabushiki gaisha?) es una empresa química japonesa.
Fundada por B.F. Goodrich para desarrollar la gama completa del PVC en Japón. Su primer nombre fue Geon, más tarde modificado a Zeon cuando B.F. Goodrich salió de su capital.
En la actualidad la actividad de Zeon consta de dos grandes ramas de negocio:
- producción de butadieno y sus derivados (entre otros, polibutadieno)
- producción de isopreno y sus derivados